# Gita (robot)
Gita es un robot autónomo de transporte de carga desarrollado por Piaggio Fast Forward, un arranque de la zona de Boston y filial de Piaggio.
Gita fue introducido en febrero de 2017. Está diseñado para seguir a un individuo alrededor y llevar hasta 40 libras de carga. El dispositivo está atado al usuario a través de un accesible y es capaz de completar tareas por sí mismo, como estacionarse solo.

## Dispositivo original

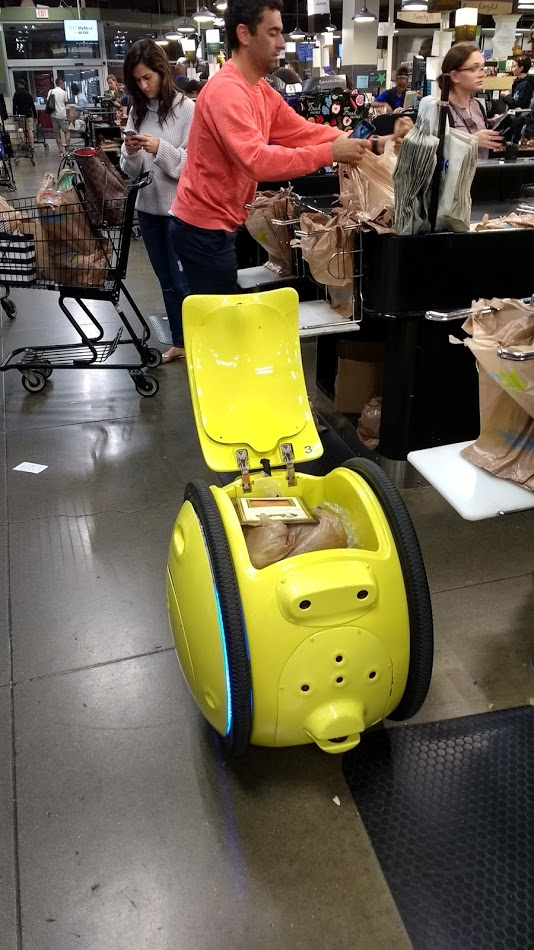
Un robot Gita siendo llenado de productos en un supermercado en Boston.

Los modelos Gita son de forma cilíndrica con ruedas de goma en los bordes exteriores. Cada unidad tiene una área de almacenamiento adjunta entre dos ruedas. Gita puede rodar hasta 22 millas por hora, lo que es lo suficientemente rápido como para estar al par con un corredor o un ciclista. Usa varias cámaras y sensores para navegar. La compañía afirma que Gita tiene una batería de ocho horas de duración y que puede ser recargarda en tres horas.

## Última versión
La última versión de Gita ya no necesita el uso de un cinturón portátil para emparejarse con un usuario. El operador ya no utiliza el lidar, en su lugar utiliza una solución de visión artificial que identifica visualmente al usuario y se ajusta a la forma de su cuerpo. Gita ya no tiene un modo autónomo y no puede estacionarse solo. Su única función ahora es seguir.
Gita tiene un volumen de carga de hasta casi 2000 pulgadas cúbicas y puede transportar 44 libras.

## Nombre
El nombre del robot proviene del sustantivo femenino italiano, que significa «viaje corto» o ir de viaje.